# 恩布里 (密西西比州)
恩布里（英語：Embry）是位於美國密西西比州韋伯斯特縣的非建制地區。

## 歷史
恩布里的郵局於1881年設立，其後於1951年停運。

## 地理
恩布里所處的海拔為高於海平面102米（即335英呎），而該地所採用的時區為UTC-6，即北美中部時區（CST）。同時該地設有夏令時間，為UTC-6調快一小時，即UTC-5（CDT）。